# Pancho Arena
Pancho Arena es un estadio de fútbol de la localidad de Felcsút, Hungría. El estadio tiene una capacidad para 3 500 espectadores sentados y es considerado de categoría 2 por la UEFA, por lo que puede albergar partidos internacionales. El estadio, nombrado en honor a Ferenc Puskás —apodado «Pancho» en su etapa en el Real Madrid—, fue inaugurado el 21 de abril de 2014 con un partido amistoso entre el Puskás Akadémia y el Real Madrid.

## Historia
La construcción del estadio comenzó en 2012 y el diseño principal de la obra fue del fallecido arquitecto húngaro Imre Makovecz. El estadio fue inaugurado el 21 de abril de 2014 con la celebración de un partido amistoso entre el Puskás Akadémia, equipo que utiliza el estadio para sus partidos de liga, y el Real Madrid, correspondiente a la Copa Puskás 2014. A la ceremonia de inauguración acudieron personalidades deportivas y políticas como los exfutbolistas y compañeros de Puskás Jenő Buzánszky, Gyula Grosics, Amancio Amaro, José Martínez Sánchez «Pirri» y el Primer ministro húngaro Viktor Orbán.
Durante la inauguración del estadio hubo una pequeña concentración por parte de grupos opositores que condenaron la construcción del estadio, financiado en gran parte por el Estado húngaro, en Felcsút, de la que es natural Viktor Orbán, y que consideraban "un monumento a la corrupción y la megalomanía", al creer excesiva la construcción de un estadio de estas características para una localidad de apenas mil quinientos habitantes.

## Imágenes

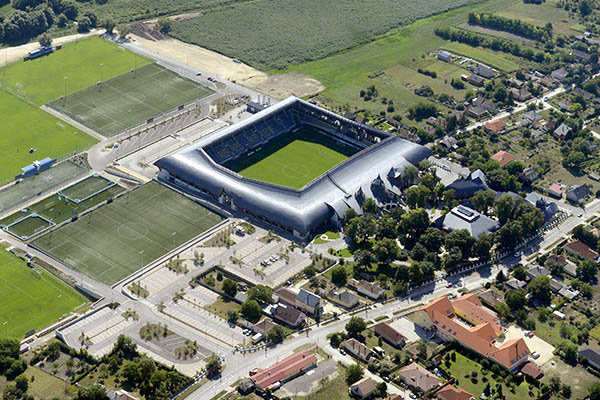
Vista aérea del estadio y alrededores.
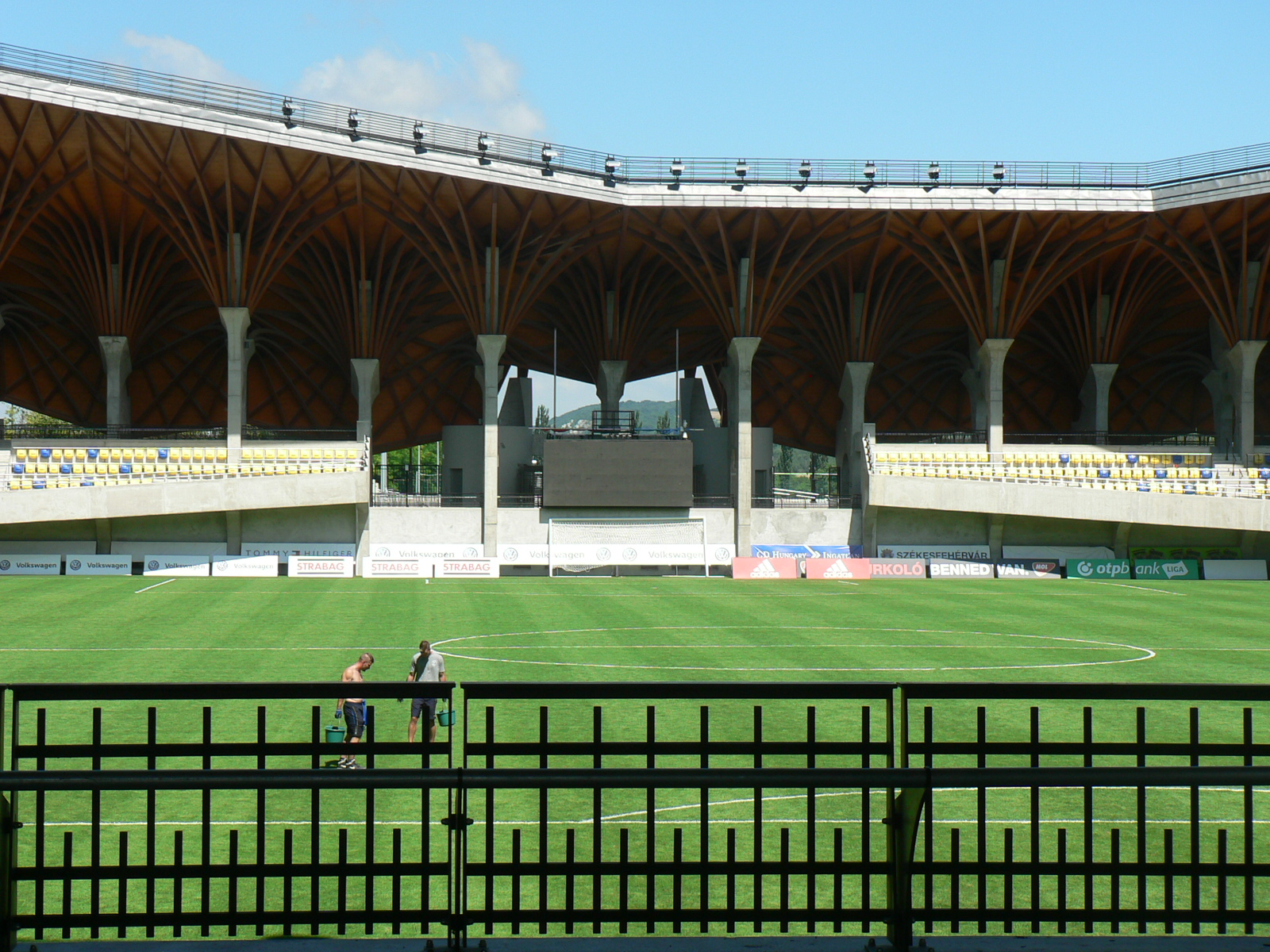
Interior del estadio.
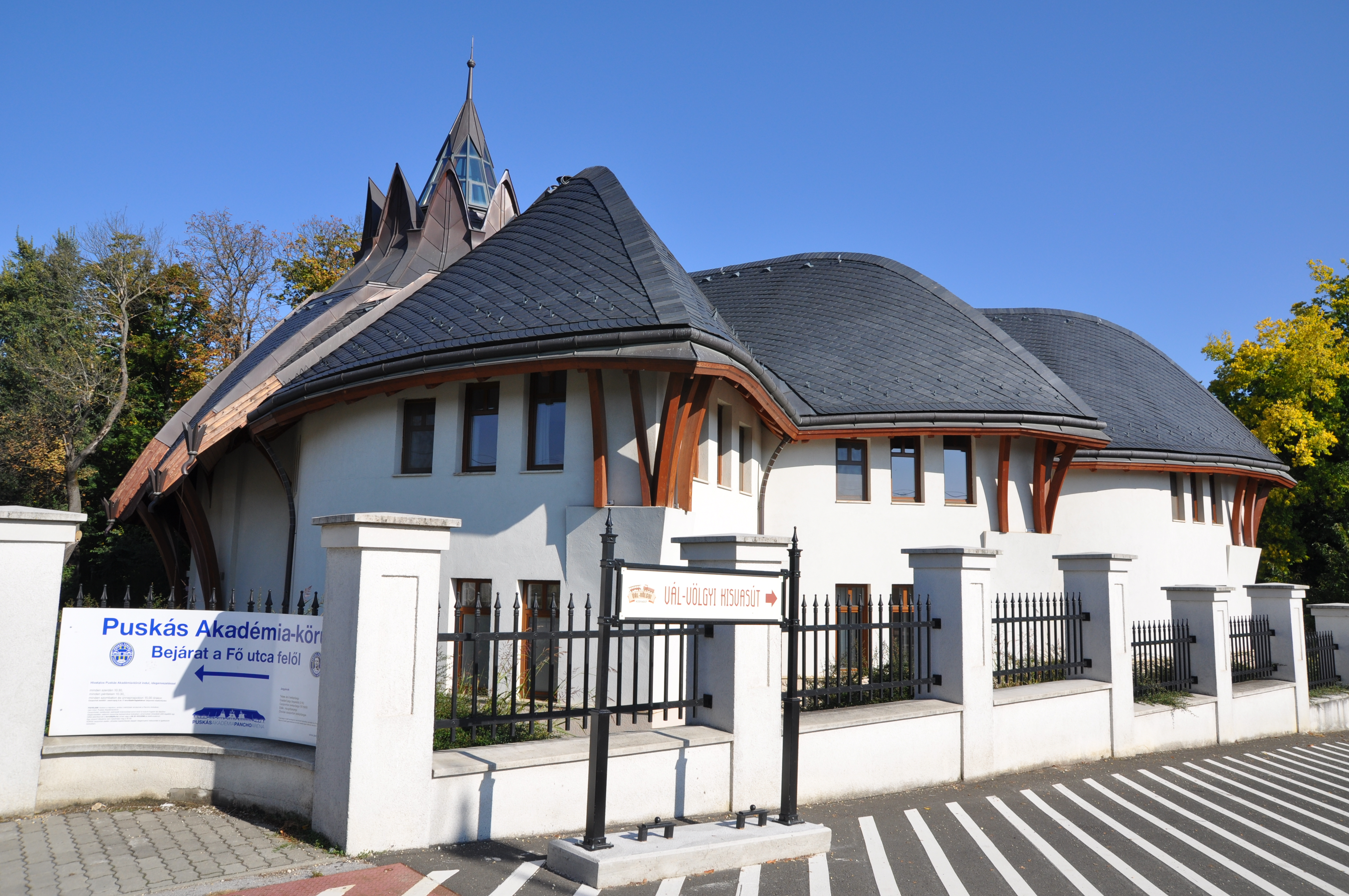
Acceso a la academia.
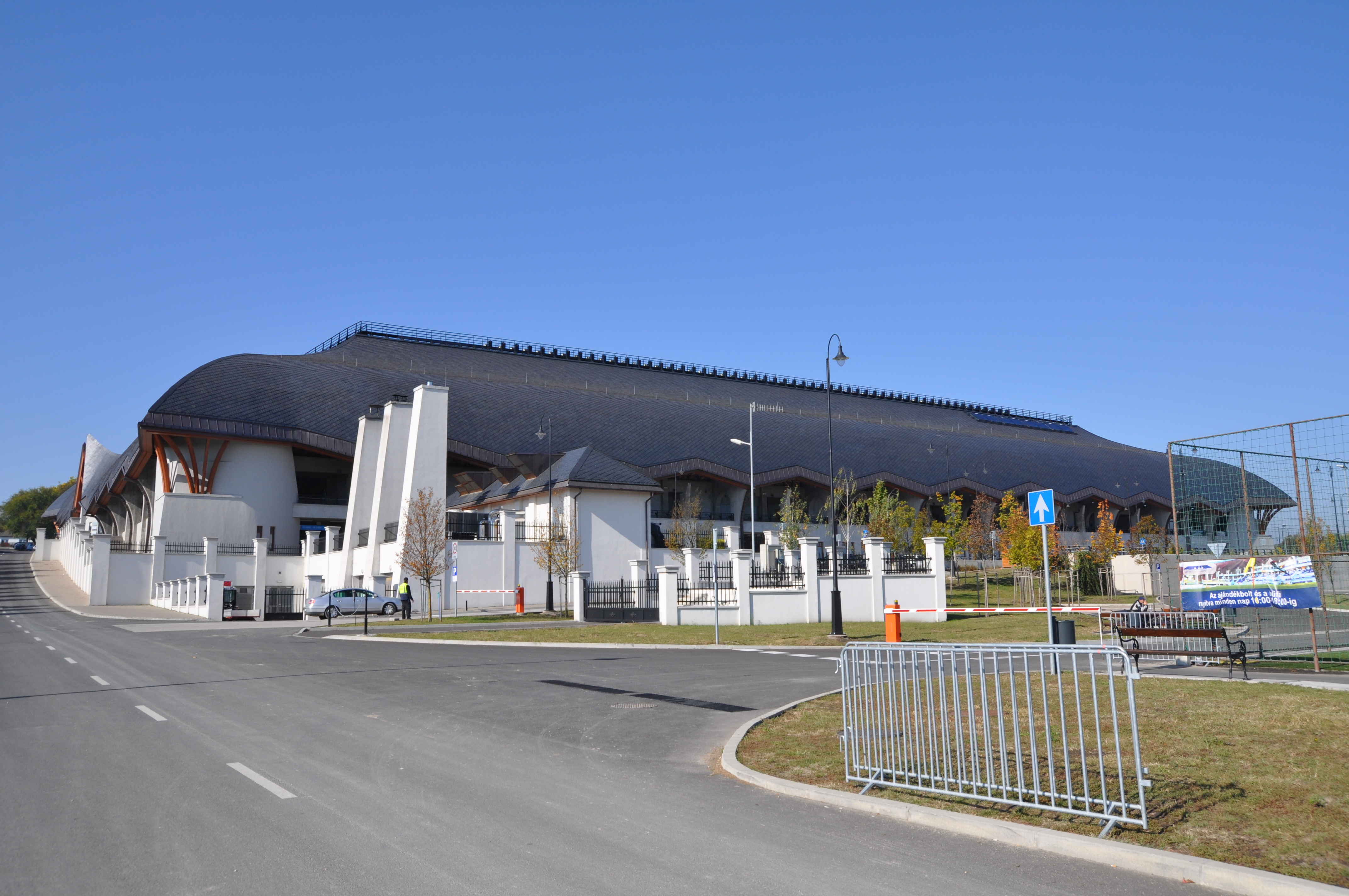
Exterior del estadio.
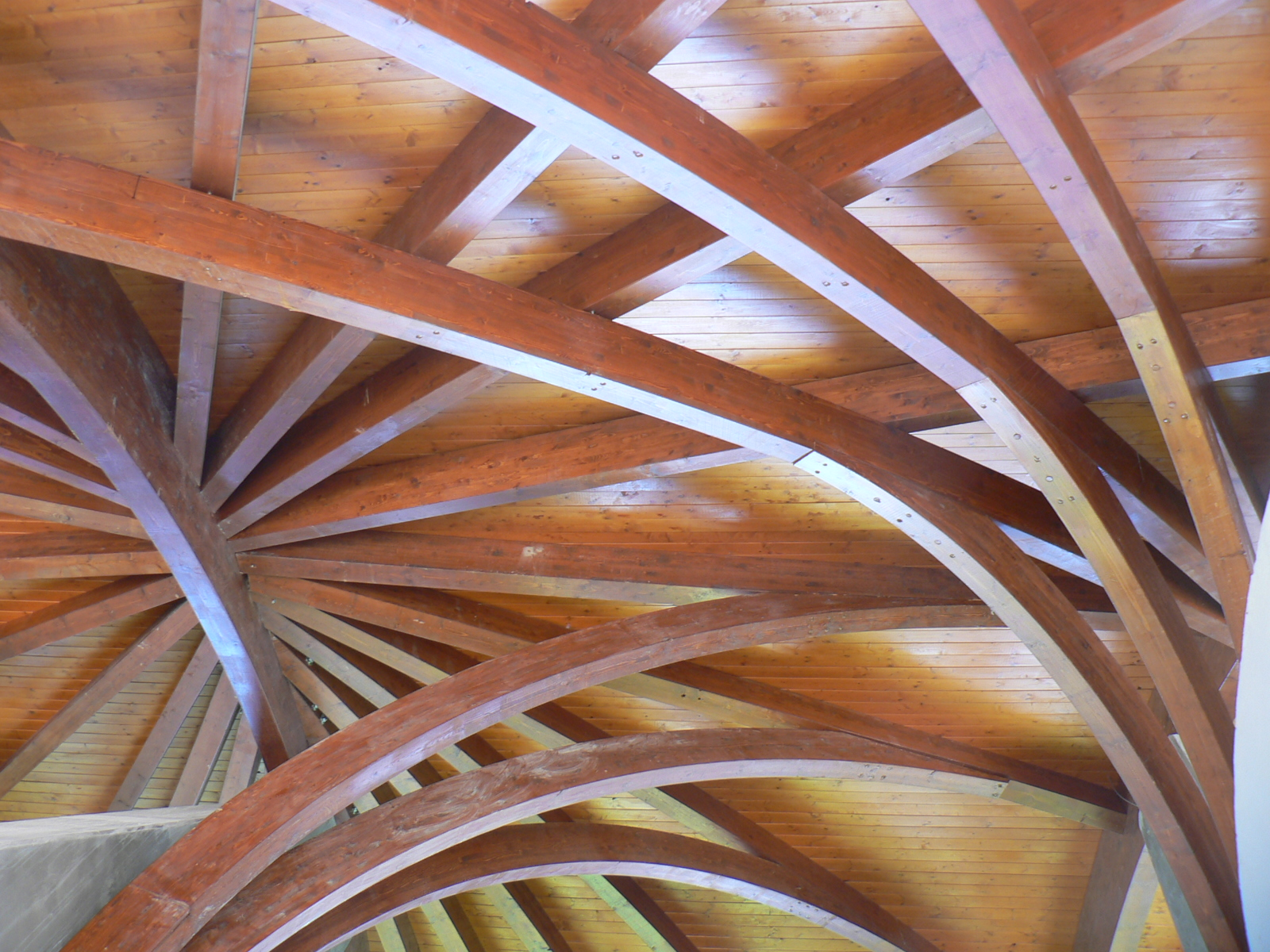
Detalle de la ornamentación de los interiores.